# Figurengruppe vor dem Schlossmuseum Wolmirstedt

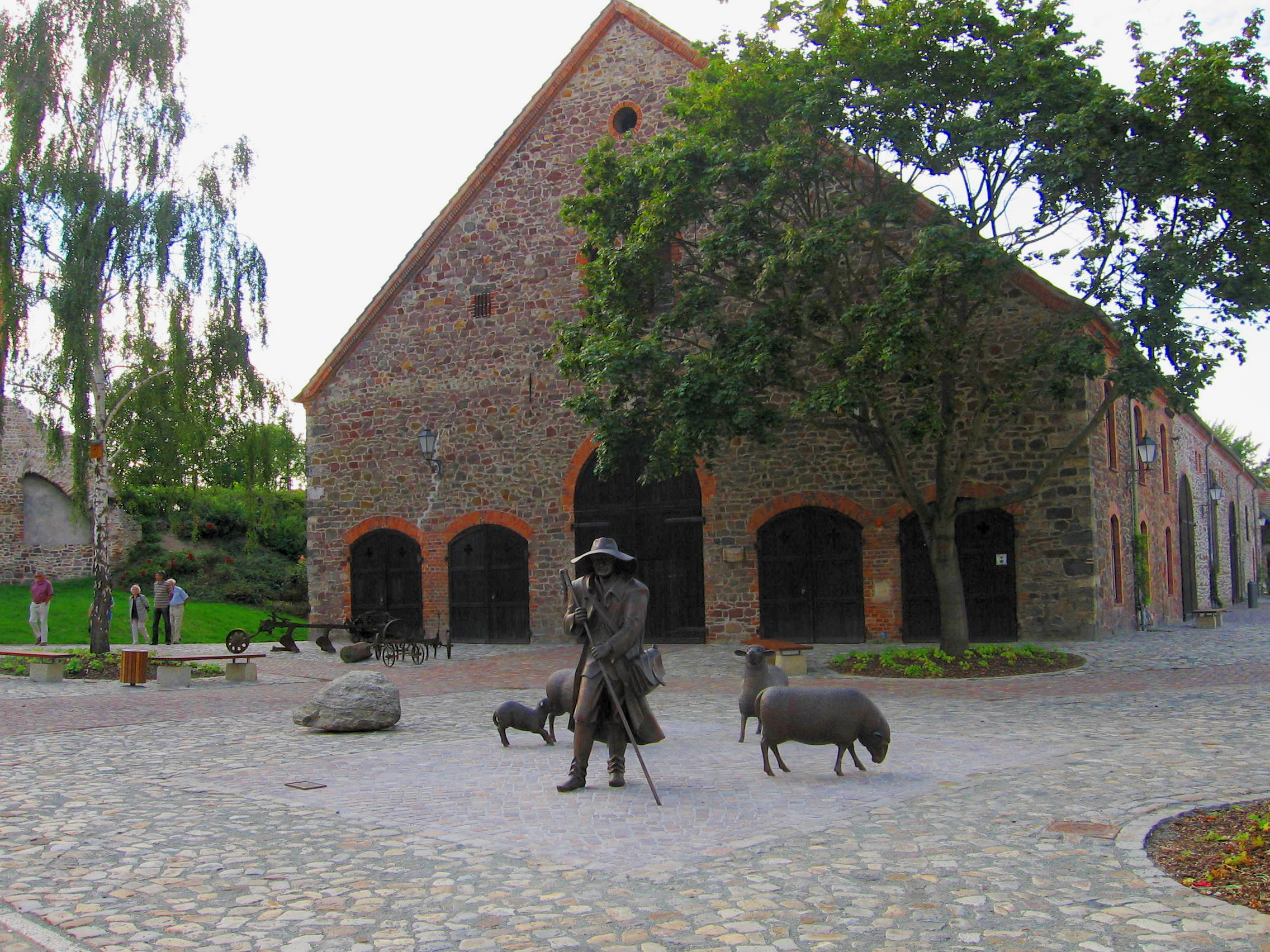
Schäfer mit Schafen vor dem Museum Wolmirstedt

Die Figurengruppe vor dem Schlossmuseum Wolmirstedt ist eine in Bronze gegossene Figurengruppe eines Schäfers mit Schafen. Sie steht vor dem Museum Wolmirstedt, der ehemaligen Schlossdomäne, in der Magdeburger Börde. Werner Bruning aus Mesum schuf die aus einem sich auf seinen Hirtenstab stützenden Schäfer mit breitrandigem Hut, Stiefeln und Mantel und vier Schafen (eines davon ein Lamm) bestehende Gruppe. Diese ist nur ein Teil der von ihm 2006 gestalteten Platzanlage. Ein weiterer Teil – die bereits 2006 vollendete Figur eines Gerbers an einem gewissermaßen als Springbrunnen plätscherndem Bottich mit Gerberbaum und Gerberstein – befindet sich am Bürgerhaus.

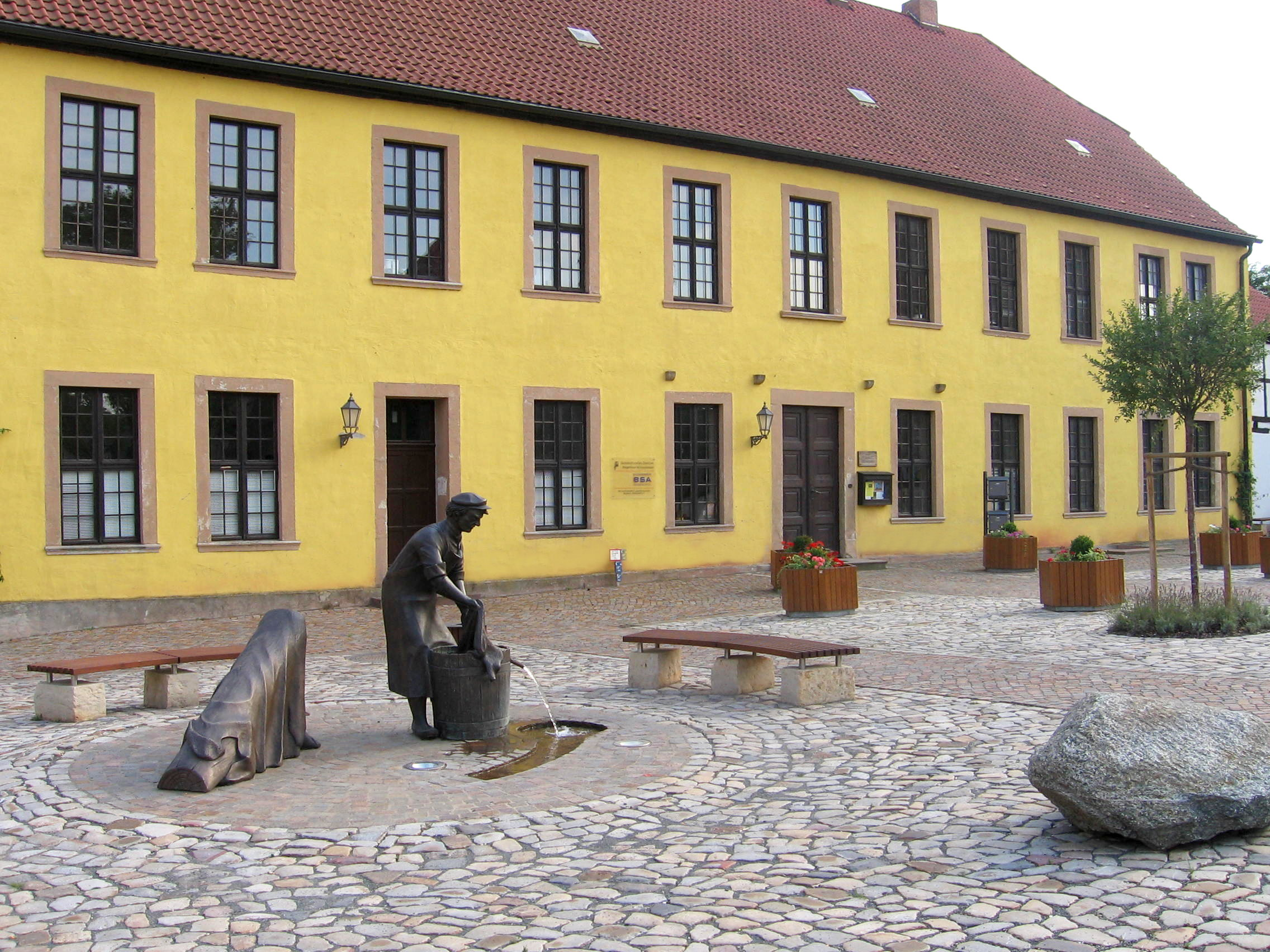
Gerberfigur vor dem Bürgerhaus auf der Schlossdomäne, 2007

Beide realistisch dargestellte großplastische Figurengruppen symbolisieren die durch die Landwirtschaft geprägte Region. Der Schäfer bei seinen Schafen ist nicht als Müßiggänger dargestellt, sondern als Wachender über seine Herde und damit als jemand, der bei Wind und Wetter Verantwortung trägt.
Die Gruppe des Gerbers wurde durch Vandalismus mit Pyrotechnik zerstört, sodass 2020 der Künstler eine Kopie des Gerbers an die Stelle setzte.